# Mathieu Grébille
Mathieu Grébille (ur. 6 października 1991 r. w Paryżu) – francuski piłkarz ręczny pochodzenia martynikańskiego, reprezentant kraju, grający na pozycji lewoskrzydłowego. Od 2010 roku jest zawodnikiem Montpellier Handball.

## Sukcesy

### Reprezentacyjne
Igrzyska olimpijskie:
- Rio de Janeiro 2016

Mistrzostwa świata:
- Katar 2015
- Niemcy/Dania 2019

Mistrzostwa Europy:
- Dania 2014

### Klubowe
Liga Mistrzów:
- 2018

Puchar EHF:
- 2014

Mistrzostwa Francji:
- 2010, 2011, 2012
- 2015, 2018

Puchar Francji:
- 2010, 2012, 2013, 2016
- 2017

## Odznaczenia
- Kawaler Orderu Narodowego Zasługi (1 grudnia 2016 r.)[1]